# Tipula (Yamatotipula) osceola
Tipula (Yamatotipula) osceola is een tweevleugelige uit de familie langpootmuggen (Tipulidae). De soort komt voor in het Nearctisch gebied.